# Juan Manuel García Tejada
Juan Manuel García Tejada (Santafé, 1774-San Juan de Pasto, 24 de octubre de 1869) fue un sacerdote, poeta y político colombiano. Ponderado por su ilustración, compuso en cantos heroicos la historia de la revolución de Colombia, manuscrito que se perdió.
Fue creado Obispo de Pasto el 6 de enero de 1866.

## Obra

### Sonetos
- A Jesús crucificado (A vos corriendo voy, brazos sagrados)
- Escucha Dios (Escucha Dios en su encumbrado cielo)